# سارا أندروز (مؤلفة)
سارا أندروز (بالإنجليزية: Sarah Andrews)‏ (4 يونيو 1951 - 24 يوليو 2019)؛ جيولوجية وروائية أمريكية. درست في جامعة ولاية كولورادو.